# نيكولاس كوردوبا
نيكولاس كوردوبا (بالإسبانية: Nicolás Córdoba)‏ هو لاعب جمباز فني أرجنتيني، ولد في 20 نوفمبر 1989 في سانتا في في الأرجنتين.

## وصلات خارجية
- نيكولاس كوردوبا على موقع الاتحاد الدولي للجمباز (licence) (الإنجليزية)
- نيكولاس كوردوبا على موقع الاتحاد الدولي للجمباز (biography) (الإنجليزية)
- نيكولاس كوردوبا على موقع أوليمبيديا (الإنجليزية)
- نيكولاس كوردوبا على موقع اللجنة الأولمبية الأرجنتينية (الإسبانية)